# Liste der Bodendenkmäler in Aschau im Chiemgau
Auf dieser Seite sind die Bodendenkmäler in der oberbayerischen Gemeinde Aschau im Chiemgau zusammengestellt. Diese Tabelle ist eine Teilliste der Liste der Bodendenkmäler in Bayern. Grundlage ist die Bayerische Denkmalliste, die auf Basis des Bayerischen Denkmalschutzgesetzes vom 1. Oktober 1973 erstmals erstellt wurde und seither durch das Bayerische Landesamt für Denkmalpflege geführt wird. Die folgenden Angaben ersetzen nicht die rechtsverbindliche Auskunft der Denkmalschutzbehörde.

## Bodendenkmäler der Gemeinde Aschau im Chiemgau

### Bodendenkmäler in der Gemarkung Hohenaschau i.Chiemgau
| Lage                              | Objekt | Akten-Nr.     | Bild |
| --------------------------------- | --- | ------------- | ---- |
| Hohenaschau i.Chiemgau (Standort) | Untertägige mittelalterliche und frühneuzeitliche Befunde im Bereich von Schloss Hohenaschau und seiner Vorgängerbauten. | D-1-8239-0018 |      |

### Bodendenkmäler in der Gemarkung Niederaschau i.Chiemgau
| Lage                               | Objekt | Akten-Nr.     | Bild |
| ---------------------------------- | --- | ------------- | ---- |
| Niederaschau i.Chiemgau (Standort) | Körpergräber des frühen Mittelalters. | D-1-8239-0016 |      |
| Niederaschau i.Chiemgau (Standort) | Untertägige mittelalterliche und frühneuzeitliche Befunde im Bereich der Katholischen Pfarrkirche Mariä Lichtmeß in Aschau i. Chiemgau und ihres Vorgängerbaus mit aufgelassenem Friedhof und Friedhofskapelle (ehemalige Karner). | D-1-8239-0020 |      |

### Bodendenkmäler in der Gemarkung Sachrang
| Lage                | Objekt | Akten-Nr.     | Bild |
| ------------------- | --- | ------------- | ---- |
| Sachrang (Standort) | Abri mit Siedlungsfunden des späten Mittelalters und der frühen Neuzeit.                                                                               | D-1-8239-0015 |      |
| Sachrang (Standort) | Untertägige spätmittelalterliche und frühneuzeitliche Befunde im Bereich der Katholischen Pfarrkirche St. Michael in Sachrang und ihres Vorgängerbaus. | D-1-8339-0018 |      |

### Bodendenkmäler in der Gemarkung Umrathshausen
| Lage                     | Objekt | Akten-Nr.     | Bild |
| ------------------------ | --- | ------------- | ---- |
| Umrathshausen (Standort) | Siedlung der römischen Kaiserzeit.                                                                                             | D-1-8139-0032 |      |
| Umrathshausen (Standort) | Brandgräber der Urnenfelderzeit.                                                                                               | D-1-8139-0246 |      |
| Umrathshausen (Standort) | Siedlung und Brandgräber der späten Bronzezeit und der Urnenfelderzeit sowie der römischen Kaiserzeit.                         | D-1-8139-0247 |      |
| Umrathshausen (Standort) | Siedlung der römischen Kaiserzeit sowie Körpergräber des Mittelalters oder der frühen Neuzeit.                                 | D-1-8239-0013 |      |
| Umrathshausen (Standort) | Verebnete Grabhügel mit Bestattungen der Bronzezeit.                                                                           | D-1-8239-0017 |      |
| Umrathshausen (Standort) | Untertägige spätmittelalterliche und frühneuzeitliche Befunde im Bereich der Katholischen Filialkirche Hl. Kreuz in Höhenberg. | D-1-8239-0040 |      |